# Яух, Якоб Йозеф
Якоб Йозеф Яух (нем. Jakob Josef Jauch ; 1802—1859) — немецкий или швейцарский священник, автор текста гимна княжества Лихтенштейн.
Родился в России. Его предки с XIV века жили на территории современного немецкоязычного кантона Ури на юге центральной части Швейцарии.
Обучался при поддержке кардиналов и епископов. В 1852—1856 жил и работал в Бальцерсе (княжество Лихтенштейн). Позже, был капелланом в общине Бальцерс.
В 1850 году написал текст песни «Oben am jungen Rhein» («Над молодым Рейном»). В то время, княжество Лихтенштейн, которое считалось последним остатком Священной Римской империи германской нации, было членом Германского союза. Франция имела территориальные притязания на левый берег Рейна, что вызвало создание ряда немецких «рейнских песен» из которых «Над молодым Рейном» являлась одной из самых известных.
Гимн Лихтенштейна с 1920 года исполняется под мелодию «Боже, храни короля», гимна Великобритании (имя композитора неизвестно). В 1963 году гимн был сокращён, из него были удалены ссылки на Германию.